# Rushmoor Knights
I Rushmoor Knights sono una squadra di football americano di Farnborough (precedentemente di Farnham), in Gran Bretagna.
Fondati nel 1984 come Farnham Knights, si fusero nel 1994 con gli Hampshire Cavaliers, cambiando così nome in Southern Seminoles. Nel 1997, con la sponsorizzazione della Personal Assurance, divennero PA Knights, per poi cambiare in Farnham MH Knights nel 2007 (sponsorizzati da MH Football Shop) e Farnham Fast Lane Knights nel 2008 (sponsorizzati da Fast Lane). Nel 2021 si sono trasferiti a Farnborough.

## Dettaglio stagioni

### Amichevoli
| Stagione | Vin | Par | Per | Tot | PF | PS | avversaria  |
| -------- | --- | --- | --- | --- | -- | -- | ----------- |
| 2006     | 0   | 0   | 1   | 1   | 3  | 15 | Stati Uniti |
| 2008     | 0   | 0   | 1   | 1   | 0  | 52 | Stati Uniti |
| Totale   | 0   | 0   | 2   | 2   | 3  | 67 |             |

Fonte: americanfootballitalia.com

### Tornei

#### Tornei nazionali

##### Campionato

###### BAFA NL Premiership
| Stagione | regular season | regular season | regular season | regular season | regular season | regular season | playoff | playoff | playoff | playoff | playoff | playoff   | playoff    |
|          | Vin            | Par            | Per            | Tot            | PF             | PS             | Vin     | Per     | Tot     | PF      | PS      | risultato | avversaria |
| -------- | -------------- | -------------- | -------------- | -------------- | -------------- | -------------- | ------- | ------- | ------- | ------- | ------- | --------- | ---------- |
| 2016     | 4              | 0              | 6              | 10             | 224            | 358            | -       | -       | -       | -       | -       | -         | -          |
| 2017     | 1              | 0              | 9              | 10             | 153            | 513            | -       | -       | -       | -       | -       | -         | -          |
| 2018     | 2              | 0              | 8              | 10             | 191            | 431            | -       | -       | -       | -       | -       | -         | -          |
| 2019     | 1              | 0              | 9              | 10             | 56             | 424            | -       | -       | -       | -       | -       | -         | -          |
| Totale   | 8              | 0              | 32             | 40             | 624            | 1726           | -       | -       | -       | -       | -       |           |            |

Fonti: Enciclopedia del Football - A cura di Massimo Mezzetti

###### BAFA NL National/BAFA NL Division One
| Stagione | regular season | regular season | regular season | regular season | regular season | regular season | playoff | playoff | playoff | playoff | playoff | playoff                      | playoff                |
|          | Vin            | Par            | Per            | Tot            | PF             | PS             | Vin     | Per     | Tot     | PF      | PS      | risultato                    | avversaria             |
| -------- | -------------- | -------------- | -------------- | -------------- | -------------- | -------------- | ------- | ------- | ------- | ------- | ------- | ---------------------------- | ---------------------- |
| 2014     | 9              | 0              | 1              | 10             | 390            | 115            | 0       | 1       | 1       | 48      | 65      | Quarti di finale             | Merseyside Nighthawks  |
| 2015     | 8              | 1              | 1              | 10             | 405            | 206            | 2       | 0       | 2       | 88      | 34      | Campioni Southern Conference | Solent Thrashers       |
| 2022     | 8              | 0              | 2              | 10             | 298            | 120            | 0       | 1       | 1       | 12      | 21      | Quarti di finale             | Hertfordshire Cheetahs |
| Totale   | 25             | 1              | 4              | 30             | 1093           | 441            | 2       | 2       | 4       | 148     | 120     |                              |                        |

Fonti: Enciclopedia del Football - A cura di Massimo Mezzetti

###### Budweiser League First Division
| Stagione | regular season | regular season | regular season | regular season | regular season | regular season | playoff | playoff | playoff | playoff | playoff | playoff          | playoff       |
|          | Vin            | Par            | Per            | Tot            | PF             | PS             | Vin     | Per     | Tot     | PF      | PS      | risultato        | avversaria    |
| -------- | -------------- | -------------- | -------------- | -------------- | -------------- | -------------- | ------- | ------- | ------- | ------- | ------- | ---------------- | ------------- |
| 1987     | 10             | 0              | 0              | 10             | 414            | 64             | 0       | 1       | 1       | 8       | 27      | Quarti di finale | Ashton Oilers |
| 1987     | 3              | 0              | 7              | 10             | 134            | 243            | -       | -       | -       | -       | -       | -                | -             |
| Totale   | 13             | 0              | 7              | 20             | 548            | 307            | 0       | 1       | 1       | 8       | 27      |                  |               |

Fonti: Enciclopedia del Football - A cura di Massimo Mezzetti

### Riepilogo fasi finali disputate
| Anno              | Luogo | Evento                          | Fase del torneo            | Incontro                                  | Risultato |
| 16 agosto 1987    | Fleet | Budweiser League First Division | Quarti di finale           | Farnham Knights - Ashton Oilers           | 8 - 27    |
| 24 agosto 2014    |       | BAFA NL National Division       | Quarti di finale           | Merseyside Nighthawks - Farnham Knights   | 65 - 48   |
| 13 settembre 2015 |       | BAFA NL Division One            | Finale Southern Conference | Farnham Knights - Solent Thrashers        | 38 - 27   |
| 14 agosto 2022    |       | BAFA NL Division One            | Quarti di finale           | Hertfordshire Cheetahs - Rushmoor Knights | 21 - 12   |

## Palmarès
- 1 Campionato britannico/Britbowl (2004)
- 2 Campionati britannici/Britbowl di secondo livello (2000, 2007)
- 2 Campionati britannici/Britbowl youth (1996, 2009)
- 1 Campionato di passball (1993)